# استیون کانر
استیون کانر (انگلیسی: Stephen Connor؛ زادهٔ ۲۷ ژانویهٔ ۱۹۸۹) بازیکن فوتبال اهل بریتانیا است.
از باشگاه‌هایی که در آن بازی کرده‌است می‌توان به باشگاه فوتبال اورتون، باشگاه فوتبال پاتریک تیسل، و باشگاه فوتبال نیو سنتس اشاره کرد.
وی همچنین در تیم ملی فوتبال زیر ۱۷ سال انگلستان بازی کرده‌است.